# Cornelia Cinna maior
Cornelia Cinna maior (104 v.Chr.-) was een lid van de tak Cinna uit de gens Cornelia.
Zij was de dochter van Lucius Cornelius Cinna, consul van 87 tot 84 v.Chr. en was getrouwd met Gnaius Domitius Ahenobarbus (praetor in Sicilia). Zij moet niet verward worden met haar jongere zus, Cornelia Cinna minor, die de echtgenote van Gaius Julius Caesar was.

## Antieke bron
- Orosius, V 24.16.